# Psaume 52 (51)

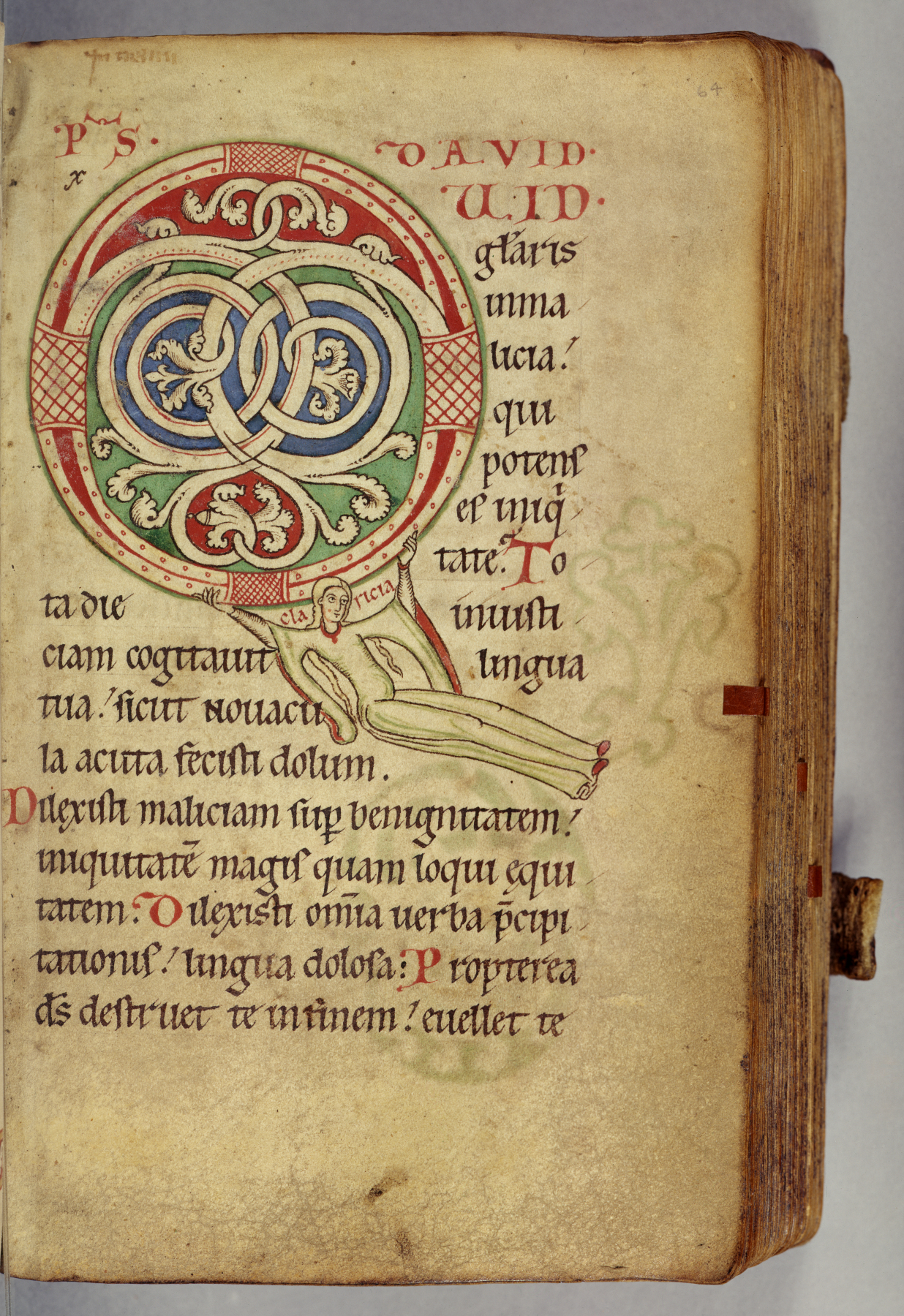
Le début du psaume 52 sur un psautier allemand de la fin du XIIe siècle.

Le psaume 52 (51 selon la numérotation grecque) est attribué à David. C’est un appel au jugement du méchant, que les didascalies identifient à Saül.

## Texte
| verset | original hébreu                                                | traduction française de Louis Segond | Vulgate latine |
| ------ | -------------------------------------------------------------- | --- | --- |
| 1      | לַמְנַצֵּחַ, מַשְׂכִּיל לְדָוִד                                              | [Au chef des chantres. Cantique de David.]                                                                                                 | [In finem Intellectus David]                                                                                                 |
| 2      | בְּבוֹא, דּוֹאֵג הָאֲדֹמִי-- וַיַּגֵּד לְשָׁאוּל:וַיֹּאמֶר לוֹ-- בָּא דָוִד, אֶל-בֵּית אֲחִימֶלֶךְ | [À l’occasion du rapport que Doëg l'Edomite, vint faire à Saül, en lui disant : David s’est rendu dans la maison d’Achimélec.]             | [Cum venit Doec Idumeus et adnuntiavit Saul et dixit venit David in domo Achimelech]                                         |
| 3      | מַה-תִּתְהַלֵּל בְּרָעָה, הַגִּבּוֹר; חֶסֶד אֵל, כָּל-הַיּוֹם                          | Pourquoi te glorifies-tu de ta méchanceté, tyran ? La bonté de Dieu subsiste toujours.                                                     | Quid gloriatur in malitia qui potens est iniquitate                                                                          |
| 4      | הַוּוֹת, תַּחְשֹׁב לְשׁוֹנֶךָ; כְּתַעַר מְלֻטָּשׁ, עֹשֵׂה רְמִיָּה                          | Ta langue n’invente que malice, comme un rasoir affilé, fourbe que tu es !                                                                 | Tota die iniustitiam cogitavit lingua tua sicut novacula acuta fecisti dolum                                                 |
| 5      | אָהַבְתָּ רָּע מִטּוֹב; שֶׁקֶר, מִדַּבֵּר צֶדֶק סֶלָה                                | Tu aimes le mal plutôt que le bien, le mensonge plutôt que la droiture. [Pause]                                                            | Dilexisti malitiam super benignitatem iniquitatem magis quam loqui aequitatem [diapsalma]                                    |
| 6      | אָהַבְתָּ כָל-דִּבְרֵי-בָלַע; לְשׁוֹן מִרְמָה                                    | Tu aimes toutes les paroles de destruction, langue trompeuse !                                                                             | Dilexisti omnia verba praecipitationis linguam dolosam                                                                       |
| 7      | גַּם-אֵל, יִתָּצְךָ לָנֶצַח:יַחְתְּךָ וְיִסָּחֲךָ מֵאֹהֶל; וְשֵׁרֶשְׁךָ מֵאֶרֶץ חַיִּים סֶלָה          | Aussi Dieu t’abattra pour toujours, il te saisira et t’enlèvera de ta tente ; il te déracinera de la terre des vivants. [Pause]            | Propterea Deus destruet te in finem evellet te et emigrabit te de tabernaculo et radicem tuam de terra viventium [diapsalma] |
| 8      | וְיִרְאוּ צַדִּיקִים וְיִירָאוּ; וְעָלָיו יִשְׂחָקוּ                               | Les justes le verront, et auront de la crainte, et ils feront de lui le sujet de leurs moqueries :                                         | Videbunt iusti et timebunt et super eum ridebunt et dicent                                                                   |
| 9      | הִנֵּה הַגֶּבֶר-- לֹא יָשִׂים אֱלֹהִים, מָעוּזּוֹ:וַיִּבְטַח, בְּרֹב עָשְׁרוֹ; יָעֹז, בְּהַוָּתוֹ    | Voilà l’homme qui ne prenait point Dieu pour protecteur, mais qui se confiait en ses grandes richesses, et qui triomphait dans sa malice ! | Ecce homo qui non posuit Deum adiutorem suum sed speravit in multitudine divitiarum suarum et praevaluit in vanitate sua     |
| 10     | וַאֲנִי, כְּזַיִת רַעֲנָן-- בְּבֵית אֱלֹהִים;בָּטַחְתִּי בְחֶסֶד-אֱלֹהִים, עוֹלָם וָעֶד        | Et moi, je suis dans la maison de Dieu comme un olivier verdoyant, je me confie dans la bonté de Dieu, éternellement et à jamais.          | Ego autem sicut oliva fructifera in domo Dei speravi in misericordia Dei in aeternum et in saeculum saeculi                  |
| 11     | אוֹדְךָ לְעוֹלָם, כִּי עָשִׂיתָ; וַאֲקַוֶּה שִׁמְךָ כִי-טוֹב, נֶגֶד חֲסִידֶיךָ              | Je te louerai toujours, parce que tu as agi ; et je veux espérer en ton nom, parce qu’il est favorable, en présence de tes fidèles.        | Confitebor tibi in saeculum quia fecisti et expectabo nomen tuum quoniam bonum in conspectu sanctorum tuorum                 |

## Usages liturgiques

### Dans le christianisme

#### Chez les catholiques
Traditionnellement, ce psaume était récité ou chanté lors de l'office de matines du mardi dans des abbayes, selon la règle de saint Benoît établie vers 530,.
Dans la liturgie des Heures actuelle, le psaume 52 est récité à l’office de lectures le mercredi de la deuxième semaine.